# Louis-Antoine de Brias
Louis-Antoine de Brias (Luxemburg, 15 november 1781 - Brussel, 5 september 1855), eigenlijk de Bryas, was een Belgisch luitenant-generaal.

## Levensloop
De familie De Bryas traceerde hun stamboom terug tot het begin van de twaalfde eeuw. In 1465 nam Jean de Bryas deel aan de Slag van Montlhéry, waar hij vocht met de troepen van Karel de Stoute tegen Lodewijk XI van Frankrijk.
Louis de Brias, een zoon van Jean-Frédéric de Brias, graaf van Hollenfeltz en luitenant-kolonel in Oostenrijkse dienst, en barones Marie-Françoise de Cassal de Bomal, bleef zelf vrijgezel. Hij begon zijn militaire loopbaan in 1806 in het Franse leger, in een regiment jagers te paard onder het commando van hertog Prosper Lodewijk van Arenberg. In 1807 stapte hij over naar een regiment in Zweden onder maarschalk Guillaume Brune en vocht vervolgens in Denemarken en Spanje. In 1810 werd hij benoemd tot Ridder in het Legioen van Eer en in 1813 vocht hij mee in Duitsland.
In 1814 trad hij toe tot het leger van het Verenigd Koninkrijk der Nederlanden, waar hij majoor werd en commandant van een regiment huzaren. Tijdens de Slag bij Waterloo raakte hij zwaar gewond. In 1816 werd hij erkend in de erfelijke adel met de titel graaf, overdraagbaar op al zijn eventuele afstammelingen, en werd hij benoemd in de Ridderschap van de provincie Luxemburg.
In 1824 werd hij luitenant-kolonel en in 1830 kolonel, commandant van het regiment huzaren nr. 8. Toen de Belgische Revolutie uitbrak stapte hij over naar het Belgisch leger. Hij kreeg de graad van generaal-majoor en nam het commando over een cavaleriebrigade. In 1833 werd hij luitenant-generaal en officier in de Leopoldsorde, en in 1837 inspecteur-generaal van de cavalerie. In 1842 werd hij bevorderd tot Commandeur in de Leopoldsorde.